# F16C
F16C (以前/非公式にCVT16として知られていた) 命令セットは、半精度とIEEE標準の単精度浮動小数点形式の間の変換のサポートを提供するx86 命令セットアーキテクチャ拡張である。

## 歴史
CVT16命令セット(2009年5月1日にAMDによって発表された)はx86およびAMD64命令セットにおける128ビットSSE中核命令の拡張である。
CVT16は、2007年8月30日に発表されたSSE5命令セット提案の一部を改訂したもので、XOPおよびFMA4命令セットによって補完される。このリビジョンにより、提案された新しい命令のバイナリ・コーディングはIntelのAVX命令拡張との互換性が高まったが、ただし命令の機能は変更されていない。
最近の文書では、F16Cという名前がIntelとAMDのx86-64アーキテクチャ仕様の両方で正式に使用されている。

## テクニカル情報
XMMレジスタ内の4つの浮動小数点値、またはYMMレジスタ内の8つの浮動小数点値を変換するバリアントがある。
この命令は「半(精度)詰めから単(精度)詰めへのベクトル変換(※原文: Vector Convert Packed Half to Packed Single)」の略語で、その逆も然りである:
- VCVTPH2PS xmmreg,xmmrm64 –  メモリまたはXMMレジスタの下半分の内の4つの半精度浮動小数点値を、XMMレジスタ内に4つの単精度浮動小数点値として変換する。
- VCVTPH2PS ymmreg,xmmrm128 –  メモリまたはXMMレジスタ (YMMレジスタの下半分) 内の8つの半精度浮動小数点値を、YMMレジスタ内に8つの単精度浮動小数点値として変換する。
- VCVTPS2PH xmmrm64,xmmreg,imm8 –  XMMレジスタ内の4つの単精度浮動小数点値を、メモリまたはXMMレジスタの下半分内に半精度浮動小数点値として変換する。
- VCVTPS2PH xmmrm128,ymmreg,imm8 –  YMMレジスタ内の8つの単精度浮動小数点値を、メモリまたはXMMレジスタ内に半精度浮動小数点値として変換する。

VCVTPS2PHへの8ビットの直接引数は、丸めモードを選択する。値0～4は、最近接、ダウン、アップ、トランケート、およびMXCSR.RCでモード設定をする。
これらの命令のサポートは、CPUIDのEAX=1の後にECXのビット29によって示される。

## F16C搭載CPU
- AMD:
  - Jaguar=ベース・プロセッサ
  - Puma=ベース・プロセッサ
  - 「重機」(系)・プロセッサ
    - Bulldozer=ベース・プロセッサ, Q4 2011[3]
    - Piledriver=ベース・プロセッサ, Q4 2012[4]
    - Steamroller=ベース・プロセッサ, Q1 2014
    - Excavator=ベース・プロセッサ, Q2 2015

  - Zen=ベース（英語版）・プロセッサ, Q1 2017, およびこれ以降
- Intel:
  - Ivy Bridge・プロセッサおよびこれ以降

## リファレンス
1. ↑  Chuck Walbourn (2012年9月11日). “DirectXMath: F16C and FMA”. Template:Cite webの呼び出しエラー：引数 accessdate は必須です。
2. ↑  “128-Bit and 256-Bit XOP, FMA4 and CVT16 Instructions”. AMD64 Architecture Programmer's Manual 6. (2009年5月1日).  オリジナルの2009年5月20日時点におけるアーカイブ。 2022年7月5日閲覧。
3. ↑  Dave Christie (2009-05-07), Striking a balance, AMD Developer blogs,  オリジナルの2013-11-09時点におけるアーカイブ。 2012年1月17日閲覧。
4. ↑   New "Bulldozer" and "Piledriver" Instructions, AMD, (October 2012)